# Prairie Pioneers
Prairie Pioneers è un film del 1941 diretto da Lester Orlebeck.
È un film western statunitense con Robert Livingston, Bob Steele e Rufe Davis. Fa parte della serie di 51 film western dei Three Mesquiteers, basati sui racconti di William Colt MacDonald e realizzati tra il 1936 e il 1943.

## Produzione
Il film, diretto da Lester Orlebeck su una sceneggiatura di Barry Shipman con il soggetto di Karl Brown (idea originale)  (basato sui personaggi creati da William Colt MacDonald), fu prodotto da Louis Gray per la Republic Pictures e girato nell'Iverson Ranch a Chatsworth in California dal 2 gennaio 1941. I brani della colonna sonora La cucaracha, Chiapanecas e Jarabe tapatío sono canti tradizionali messicani.

## Distribuzione
Il film fu distribuito negli Stati Uniti nel 1941 al cinema dalla Republic Pictures. È stato distribuito anche in Brasile con il titolo Pioneiros das Planícies.